# جماع
الجِمَاعُ ويُسَمَّى أيضًا المُضَاجَعَة أو الوَطْء أو المواقعة أو سفاد هو العملية الجنسية التي تقوم أساساً على إدخال القضيب منتصباً إلى داخل المهبل بهدف الحصول على المتعة الجنسية أو للتكاثر أو كليهما. كما تُعرف هذه العملية باسم الجماع المهبلي أو الجنس المهبلي. توجد الغريزة الجنسية في الكائنات الحية الراقية والغرض منها التكاثر وحفظ النوع، أما في الكائنات الحية البدائية فيتم التكاثر غالباً بصورة لاجنسية.
بعد وصول الإنسان لسن البلوغ تكتمل أعضائه التناسلية وتنشط الغريزة الجنسية لديه بفعل هرمونات البلوغ ويكون بعد ذلك مهيئا للقيام بالعملية الجنسية.
تبدأ عملية الجماع المهبلي بين الذكر والأنثى أولا بالإثارة الجنسية (بانتصاب القضيب عند الذكر وزيادة إفرازات المهبل عند الأنثى). تحتاج الأنثى عادةً إلى حوالي 30 دقيقة من الإثارة أو أكثر (حسب الأنثى)،[بحاجة لمصدر] وتختلف نوعية الإثارة باختلاف الكائنات الحية فالإنسان عادةً لا يثار إلا عند إثارة الأعضاء التناسلية مثل القضيب لدى الرجل والمهبل لدى المرأة أو إثارة مناطق أخرى من الجسم مثل حلمة الثدي عند كلا الجنسين أو عبر تحفيز الحواس (مثل الرؤية أو السمع) أو من خلال التحفيز العقلي مثل الخيالات والقراءة ذات الفحوى الجنسية، أما الحيوانات ونأخذ الدجاج مثلا فإن الإثارة تتم باستعراضات رقص يقوم بها الذكر لأجل إثارة أنثاه وبعدها تأتي مرحلة الإيلاج عبر دخول القضيب الذكري في المهبل الانثوي ويتم غالباً خلالها حدوث ما يسمى بـهزة الجماع، لدى الطرفين (رغم أن الإناث اللواتي لم تتم إثارتهم بالشكل الكافي تتأخر بالوصول إلى هزة الجماع)، التي تتزامن مع القذف عند الذكر وانقباضات المهبل والرحم لدى الأنثى، وهذه الأخيرة تساهم في وصول السائل المنوي إلى قناة فالوب ويؤدي ذلك إلى الحمل في حال وجود البويضة في الثلث الأول من القناة.
ورغم أن الحالة الغريزية للجماع تكون بين الذكر والأنثى عبر الإيلاج المهبلي بغرض التكاثر، إلا أنه يمكن أن يتم ممارسة الجنس الشرجي بدل الجنس المهبلي، ويمكن أن يتم الاتصال الجنسي في البشر بين ذكر وذكر أو بين أنثى وأنثى وذلك حسب التوجه الجنسي وقد يمارس البعض العادة السرية للوصول إلى المتعة الجنسية دون اللجوء للجماع.

## سلوكيات

### تعريفات
يُعرف الجماع الجنسي بمصطلحات أخرى كالجماع أو التزاوج أو التضاجع أو المواقعة. اشتُقت كلمة الجماع (Coitus) مشتقة من الكلمة اللاتينية coitio أو coire، والتي تعني الاجتماع أو الاندماج معًا، وهي معروفة بأسماء لاتينية قديمة مختلفة لأنواع متعددة من الأنشطة الجنسية، ولكنها غالبًا ما تشير إلى دخول القضيب في المهبل. غالبًا ما يسمى هذا بالجماع المهبلي أو الجنس المهبلي. قد يشير الجنس المهبلي، وأحيانًا الجماع المهبلي، أيضًا إلى أي نشاط جنسي مهبلي، بما في ذلك النشاط الجنسي بين الأزواج المثليين. بالمقابل، غالبًا ما يشير التزاوج إلى عملية التزاوج، ولا سيما في حالة الحيوانات غير البشرية؛ إذ يمكن أن يعني مجموعة متنوعة من الأنشطة الجنسية بين الأزواج من نفس الجنس أو الجنس الآخر، ولكنه عمومًا ما يعني الفعل الجنسي الإنجابي لنقل الحيوانات المنوية من الذكر إلى الأنثى أو الإنجاب الجنسي بين الرجل والمرأة.
على الرغم من أن الجنس وممارسة الجماع يشيران في الغالب إلى جماع القضيب والمهبل، يمكن أن يكون الجنس واسع النطاق في معناه وقد يغطي أي نشاط جنسي قد يحدث يحدث فيه الإيلاج أو لا بين شخصين أو أكثر. تذكر منظمة الصحة العالمية أن اللغات والثقافات غير الإنجليزية تستخدم كلمات مختلفة للنشاط الجنسي، «مع معانٍ مختلفة قليلًا». تُستخدم الألفاظ النابية والمصطلحات العامية والتعابير الملطفة للإشارة إلى الجماع الجنسي أو أي نشاط جنسي آخر. في قوانين بعض الدول، تستخدم التعابير الملطفة مثل «المعرفة الجنسية». يُعرف دخول القضيب في المهبل أيضًا باسم «الإيلاج». يُعرف العمر الذي يحدث فيه أول جماع جنسي بالعنفوان الجنسي.
يُعترف بالجنس المهبلي والشرجي والفموي أساليب جماع جنسي أكثر من السلوكيات الجنسية الأخرى. قد تُستخدم الأنشطة الجنسية التي لا تتضمن الجنس المهبلي-القضيبي أو أي إيلاج جنسي آخر للحفاظ على العذرية (يُطلق عليها أحيانًا أسم العذرية التقنية) أو تُسمى الجنس الخارجي. يعتمد أحد أسباب فقدان العذرية غالبًا على الجماع القضيبي-المهبلي لأن الأزواج من الجنس الآخر قد يمارسون الجنس الشرجي أو الفموي ليكونوا نشطين جنسيًا مع الحفاظ على عذريتهم لأنهم لم يمارسوا فعل الإنجاب.
يعتبر بعض الرجال المثليين الاحتكاك الجنسي أو الجنس الفموي وسيلة للحفاظ على عذريتهم، ويرون أن إيلاج القضيب في الشرج جماعًا جنسيًا وفقدانًا للعذرية، بينما قد يعتبر رجال مثليون آخرون الاحتكاك الجنسي أو الجنس الفموي أشكالًا رئيسية للنشاط الجنسي. قد تصنف السحاقيات الجنس الفموي أو الإيلاج بالأصابع جماعًا جنسيًا وبالتالي فعلًا لفقدان العذرية.
يستخدم الباحثون عادة مصطلح الجماع الجنسي للإشارة إلى الجماع القضيبي-المهبلي بينما يستخدمون كلمات محددة، كالجنس الشرجي أو الفموي، للسلوكيات الجنسية الأخرى. يذكر العلماء ريتشارد م. ليرنر ولورنس ستاينبرغ أن الباحثين نادرًا ما يفصحون عن فهمهم للجنس أو حتى ما إذا كانوا حلوا التناقضات المحتملة في مفهوم الجنس. ينسب ليرنر وستاينبرغ تركيز الباحثين على الجماع القضيبي-المهبلي إلى «الهوس الثقافي الأوسع بهذا الشكل من النشاط الجنسي»، وأعربوا عن قلقهم من أن «المعادلة الواسعة وغير المشكوك فيها للجماع القضيبي-المهبلي بالجنس تعكس فشلًا في السؤال المنهجي الذي يتمحور حول ما إذا كان فهم المجيب للسؤال (عن النشاط الجنسي) يتطابق مع ما كان في ذهن الباحث». يمكن أن يؤدي هذا التركيز أيضًا إلى تصنيف الأشكال الأخرى من النشاط الجنسي المتبادل واعتبارها مجرد مداعبة وليس «جنسًا حقيقيًا»، ويحد من معنى الاغتصاب. قد يعيق الخلط المفاهيمي للنشاط الجنسي بالجماع المهبلي والوظيفة الجنسية ويحد من المعلومات حول السلوك الجنسي الذي قد يمارسه الأشخاص المثليين، أو المعلومات عن الأشخاص غير المثليين الذين قد يمارسون نشاطًا جنسيًا غير مهبلي.
تتناقض الدراسات حول معنى الجماع الجنسي أحيانًا. بينما يعتبر معظم الأشخاص أن الجماع القضيبي-المهبلي هو جنس، يرى البعض الجماع الشرجي أو الفموي جنسًا أكثر قابلية للنقاش، مع تصنيف الجنس الفموي في أدنى مرتبة. ذكرت مراكز السيطرة على الأمراض والوقاية منها أنه «على الرغم من وجود بيانات وطنية محدودة حول عدد المراهقين الذين يمارسون الجنس الفموي، تشير بعض البيانات إلى أن العديد من المراهقين الذين يمارسون الجنس الفموي لا يعتبرونه جنسًا؛ وبالتالي قد يستخدمون الجنس الفموي خيارًا لتجربة الجنس بينما يعتبرون أنفسهم عذارى». ذكر أبتون وآخرون، «أن الأفراد الذين يمارسون الجنس الفموي، ولكن لا يعتبرونه جنسًا، قد لا يكونون مطلعين على المخاطر الصحية المحتملة التي يمكن أن تصاحب ذلك الفعل». في حالات أخرى، يكون استخدام الواقي الذكري عاملًا، إذ يقول بعض الرجال أن النشاط الجنسي الذي يتضمن حماية الواقي الذكري ليس «جنسًا حقيقيًا». يشيع هذا الرأي بين الرجال في إفريقيا، حيث يرتبط النشاط الجنسي الذي يتضمن حماية الواقي الذكري في كثير من الأحيان بالخصي لأن الواقيات الذكرية تمنع الاتصال المباشر بين القضيب والجلد.

### استثارة
قد يشمل الجماع الجنسي أو أي نشاط جنسي آخر عوامل تحفيزية جنسية مختلفة (تحفيز فسيولوجي أو تحفيز نفسي)، بما في ذلك أوضاع جنسية مختلفة (مثل وضعية التبشيرية، وهي الوضعية الجنسية الأكثر شيوعًا لدى البشر) أو استخدام الألعاب الجنسية. قد تسبق المداعبة بعض الأنشطة الجنسية، وغالبًا ما تؤدي إلى إثارة الطرف الآخر. من الشائع أيضًا أن يشعر الناس بالرضا الجنسي من التقبيل أو اللمس الجنسي أو الاحتضان بقدر ما يشعرون به أثناء الجماع الجنسي.
تقوم الإناث من الرتب غير الرئيسية بالتزاوج فقط عندما تكون في حالة الشبق، بينما تكون ممارسة الجماع الجنسي ممكنة في أي وقت من الدورة الشهرية للنساء. تسهل الفيرومونات الجنسية ردود الفعل التزاوجية في مختلف الكائنات الحية، ولكن في البشر، تكون قدرة اكتشاف الفيرومونات ضعيفة وذات تأثير ضعيف نسبيًا. تلجأ الإناث غير الرئيسيات إلى اتخاذ وضعية اللورد، ولكن هذه الردود الحركية التزاوجية غير مجدية لدى النساء.
أثناء الجماع، يتحكم الشركاء بوركيهم للسماح للقضيب بالتحرك ذهابًا وإيابًا في المهبل لإحداث احتكاك، عادةً دون إزالة القضيب بالكامل. بهذه الطريقة، يحفزون بعضهم البعض، وغالبًا ما يستمرون بذلك إلى أن تتحقق النشوة الجنسية لأحد الشريكين أو كليهما.
يشمل الجنس الشرجي تحفيز الشرج أو تجويف الشرج أو المستقيم؛ وغالبًا ما يعني إدخال قضيب الرجل في مستقيم شخص آخر، ولكنه قد يعني أيضًا استخدام الألعاب الجنسية أو الأصابع لاختراق الشرج أو الجنس الفموي على الشرج (التقبيل الشرجي) أو الربط.
يشمل الجنس الفموي جميع الأنشطة الجنسية التي تنطوي على استخدام الفم والحلق لتحفيز الأعضاء التناسلية أو الشرج. يتم أحيانًا تنفيذه بدلًا عن جميع أشكال النشاط الجنسي الأخرى، وقد يتضمن ابتلاع أو امتصاص السائل المنوي (أثناء الجنس الفموي للقضيب) أو السوائل المهبلية (أثناء الجنس الفموي للمهبل).

## الفوائد الصحية للجماع
تم الإبلاغ أن الجماع والنشاط الجنسي بشكل عام لدى البشر له فوائد صحية متنوعة مثل تحسين حاسة الشم، وكذلك التوتر وخفض ضغط الدم، وكذلك زيادة المناعة وزيادة إنتاج الأجسام المُضادّة، وانخفاض خطر سرطان البروستاتا. تزيد العلاقة الحميمة الجنسية والهزّات مستويات هرمون الأوكسيتوسين، والمعروف أيضا باسم «هرمون الحب»، الذي يساعد على بناء الثقة. ويُعتقد أن تأثير الأوكسيتوسين هو ذو تأثير أكثر أهمية على النساء من الرجال، مما قد يكون السبب لكون النساء تربط الانجذاب الجنسي أو النشاط الجنسي بالرومانسية والحب أكثر من الرجال. الجماع الجنسي والنشاط الجنسي بشكل عام له جوانب جيدة كإصلاح المزاج، وهذا يعني أنه يمكن أن تستخدم للمساعدة في تبديد مشاعر الحزن أو الاكتئاب. وأشارت دراسة طويلة الأمد قام بها الطبيب العصبي النفسي ديفيد ويكس وشملت 3500 شخصًا تتراوح أعمارهم بين 18 و 102 سنة، بناءًا على تصنيفات محايدة لصور فوتوغرافية لهؤلاء الأشخاص، أن ممارسة الجنس بشكل منتظم تساعد بأن يظهر جيل الإنسان على أنه أصغر من جيله الحقيقي.

### المخاطر
الأمراض المنقولة عن طريق الاتصال الجنسي يمكن أن تنتشر خلال الاتصال الجنسي من شخص إلى آخر، هناك 19 مليون حالة جديدة من أنواع العدوى المنقولة جنسياً كل سنة في الولايات المتحدة، وفي عام 2005، قدرت منظمة الصحة العالمية أن 448 مليون شخص والذين تتراوح أعمارهم بين 15-49 يصابون في السنة بالأمراض المنقولة جنسيا والتي يمكن الشفاء منها (مثل الزهري، السيلان والكلاميديا).

### الآثار الاجتماعية

#### الكبار
بعض الباحثين، مثل أليكس كومفورت يفترض ثلاثة مزايا محتملة من الجماع الجنسي في البشر، والتي لا يستبعد بعضها بعضا: الإنجابية، العلائقية (العاطفية)، والترفيهية  في حين أن تطوير حبوب منع الحمل من أجل السيطرة على المواليد وغيرها من التدابير الفعالة لمنع الحمل في منتصف وأواخر القرن العشرين زادت قدرة الناس على عزل هذه الوظائف الثلاث، فإنها لا تزال تتداخل في أنماط معقدة، فعلى سبيل المثال: قد يكون الجماع الجنسي بين الزوجين ليس فقط لتجربة المتعة الجنسية (الترفيهية)، ولكن أيضا كوسيلة من الحميمية العاطفية، وبالتالي تعميق الترابط، مما يجعل العلاقة بينهما أكثر استقرارا وأكثر قدرة على الحفاظ على الأطفال في المستقبل (الإنجابية المؤجلة) من المتوقع تقريباً أن نصف جميع حالات الزواج الأول في أمريكيا أن تنتهي بالانفصال أو الطلاق، وكثيرا منها في غضون بضع سنوات، وأكثر عرضة لإنهاء الزيجات اللاحقة. ويرتبط عدم رضا العلاقة الجنسية مع زيادة خطر الطلاق وفسخ العلاقة.

#### المراهقون
يعتبر ممارسة الجنس مع الأطفال المراهقين ممنوع قانونيا وعرفيا في الكثير من الدول خصوصاً إذا كان أحد الطرفان إنسان بالغ السن القانونية ويقصد بالمراهقين هم مادون ال 18 عاما

### الأمراض الجنسية

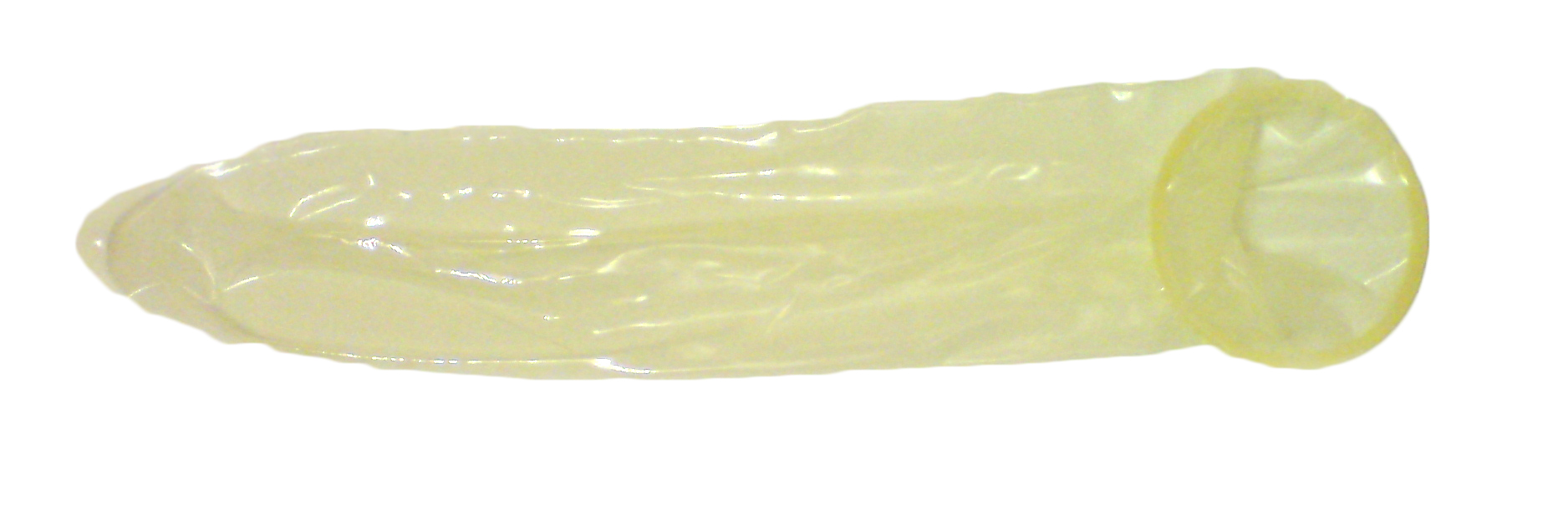
الواقي ذكري مفضوض

توجد بعض الأمراض التي قد تنتقل من خلال ممارسة الجنس ومن أخطر هذه الأمراض الإيدز ويمكن تقليل نسبة الإصابة بهذه الأمراض من خلال استعمال الواقي الذكري.

## وجهات النظر الدينية
الأخلاقيات الجنسية تنوعت كثيراً خلال التاريخ وبين الثقافات المختلفة. إن الطباع الجنسية لمجتمع معين قد ترتبط بمعتقداته الدينية وظروفه الاجتماعية والبيئية. إن السلوك الجنسي والتكاثر عنصران مهمان في عملية التفاعل الإنساني والاجتماعي حول العالم.

### الإسلام
في الإسلام يعتبر الجماع من دون زواج محرماً ويسمى زنا ويعاقب عليه الدين الإسلامي أما الجماع مع زواج فهو فعل يحث عليه الإسلام للإكثار من النسل، فقد قال أحد الصحابة لرسول الله: أيأتي أحدُنا شهوتَه ويكونُ له فيها أَجْرٌ؟! فقال رسول الله: «أرأيتم إنْ وَضَعها في حرامٍ أكان عليه وِزْرٌ، فكذلك إذا وَضَعها في حلالٍ كان له فيها أَجْرٌ» رواه مسلم وابن حبان.
ولكنه يحرم في بعض الأوقات العارضة مثل الجماع في الإحرام والصيام والاعتكاف، وأيضاً يحرم جماع المرأة وقت الحيض لقول الله في القرآن: ﴿وَيَسْأَلُونَكَ عَنِ الْمَحِيضِ قُلْ هُوَ أَذًى فَاعْتَزِلُوا النِّسَاءَ فِي الْمَحِيضِ وَلَا تَقْرَبُوهُنَّ حَتَّى يَطْهُرْنَ فَإِذَا تَطَهَّرْنَ فَأْتُوهُنَّ مِنْ حَيْثُ أَمَرَكُمُ اللَّهُ إِنَّ اللَّهَ يُحِبُّ التَّوَّابِينَ وَيُحِبُّ الْمُتَطَهِّرِينَ ۝٢٢٢﴾ (سورة البقرة، الآية 222).
ومن السنة أن يقول الرجل المسلم عند جماع الزوجة «بسم الله، اللهم جنبنا الشيطان وجنب الشيطان ما رزقتنا»، فقد روى البخاري ومسلم عن ابن عباس قوله: قال رسول الله: «لو أن أحدكم إذا أراد أن يأتي أهله قال: باسم الله، اللهم جنبنا الشيطان وجنب الشيطان ما رزقتنا، فإنه إن يقدر بينهما ولد في ذلك لم يضره شيطان أبداً.»

### المسيحية
لدى معظم طوائف المسيحية ومنها الكاثوليكية آراء أو قواعد صارمة حيال ما هو مقبول أو غير مقبول من الممارسات الجنسية. تأثرت معظم الآراء المسيحية حول الجماع من تفسيرات عديدة للكتاب المقدس. فمثلاً يعد الجماع خارج إطار الزواج خطيئة في بعض الكنائس، وقد يُشار إلى الجماع في حالة الزواج بمصطلح «عهد مقدس» أو «قُدس» بين الزوج والزوجة. أما من الناحية التاريخية، فغالباً ما شجعت تعاليم المسيحية على التبتل، ولكن ينحصر التبتل في الوقت الحاضر على فئة محددة من رجال الدين تبعاً للطائفة، فيمتنعون عن الزواج أو الانخراط في أي نوع من النشاطات الجنسية أو الرومانسية. يمكن تفسير الكتاب المقدس على أنه يوافق على الجماع المهبلي باعتباره الشكل الوحيد المقبول من النشاط الجنسي، بينما ترى وجوه تفسير أخرى أن الكتاب المقدس لم يكن واضحاً بخصوص الجنس الفموي وغيرها من السلوكيات الجنسية الأخرى فالجنس الفموي قرار شخصي يعود قبوله أو رفضه على الزوجان. ترى بعض الطوائف في استخدام أساليب تحديد النسل بغية منع التكاثر الجنسي خطيئة جسيمة بحق الله والزواج، فيؤمنون أن أحد الأغراض الرئيسية التي يؤديها الزواج هو إنجاب الأطفال، فيما لا تتفق طوائف أخرى مع هذا المعتقد. كما ورد في الكتاب المقدس تحريم الجماع خلال الحيض.

### اليهودية
يقع على عاتق الزوج في اليهودية إمتاع زوجته جنسياً فيما يُطلق عليه «أوناه» (وتعني حرفياً: «وقتها»)، وهي إحدى الشروط التي يتعهدها الرجل على نفسه وتمثل جزءاً من عقد الزواج اليهودي (כְּתוּבָּה "كيتوبا") الذي يمنحه الزوج لزوجته إبان حفل الزفاف. لا تعد الرغبة الجنسية من الشرور في اليهودية، ولكن إشباع هذه الرغبة ينبغي أن يكون في الزمان والمكان والطريقة المناسبة.

### الهندوسية
تختلف وتتباين الآراء حول النشاط الجنسي في الهندوسية، ولكن عموماً ينظر المجتمع الهندوسي إلى الجنس خارج نطاق الزواج على أنه فعل يحمل العار واللاأخلاقية.

## الجماع في الأدب
يوجد الكثير من الكتب التي تحدثت عن آداب وفنون الجماع ومن أشهرها:
- كتاب كاماسوترا الهندي.

ومن الكتب العربية:
- الروض العاطر في نزهة الخاطر للدفراوي الأندلسي.
- رجوع الشيخ إلى صباه في القوة على الباه.
- تحفة العروس لمحمود مهدي الإستانبولي.
- نواضر الأيك في معرفة النيك للسيوطي.

## الجماع والقانون
على خلاف بعض الممارسات الجنسية الأخرى، فإنه قلما تم اعتبار الجماع الفرجي من المحرمات سواء باعتبارات دينية أو من قبل السلطات الحكومية وذلك لأن هذه العملية هي العملية الأساسية لحفظ الأنواع والتي تعتبر عاملاً إيجابياً والتي تساعد بعض المجتمعات على البقاء في المقدمة بين نظيراتها. إن الكثير من المجتمعات التي قامت بتحريم الجماع لم يعد لها وجود، كما في انقراض شاكيرز وهي مجموعة كان عددها 6000 نسمة عام 1840، وبقي منها 4 أفراد فقط في عام 2006.
إلا أنه يوجد بعض المجتمعات التي تحرم على أفرادها الانخراط في أي نوع من الأفعال الجنسية خاصة الأفراد الذين يقومون بأعمال دينية مثل الكهنوت في الكاثوليكية والرهبان البوذيين.

## وصلات خارجية
- الموسوعة العالمية للجنسانية (بالإنجليزية)
- مسرد مصطلحات علم الجنس السريري (بالإنجليزية)
- مقدمة في التكاثر عند الحيوانات (بالإنجليزية)